# Stanhopea martiana
Stanhopea martiana är en orkidéart som beskrevs av James Bateman och John Lindley. Stanhopea martiana ingår i släktet Stanhopea och familjen orkidéer. Inga underarter finns listade i Catalogue of Life.

## Bildgalleri

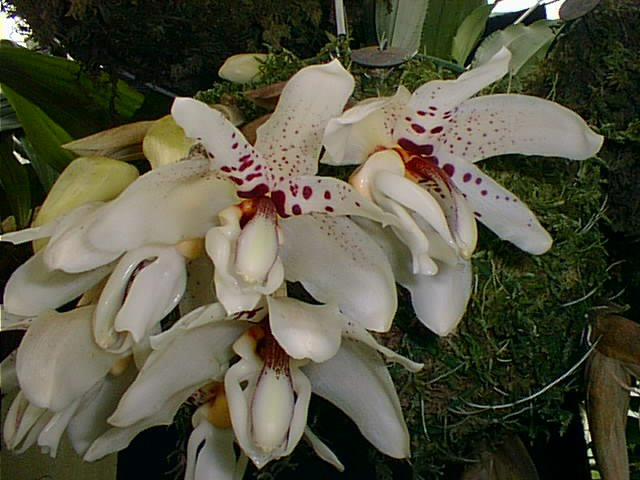
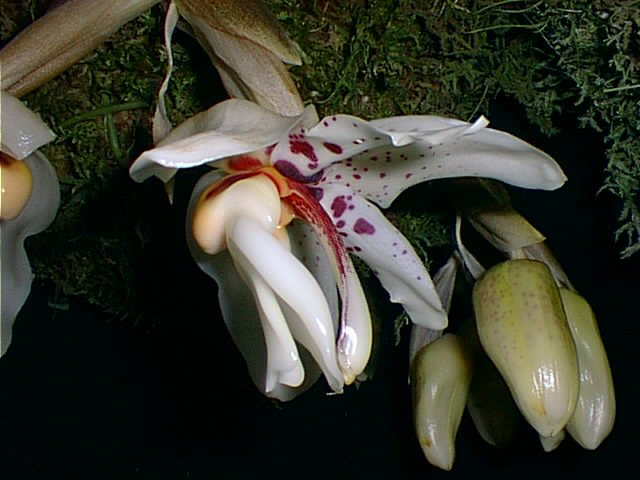
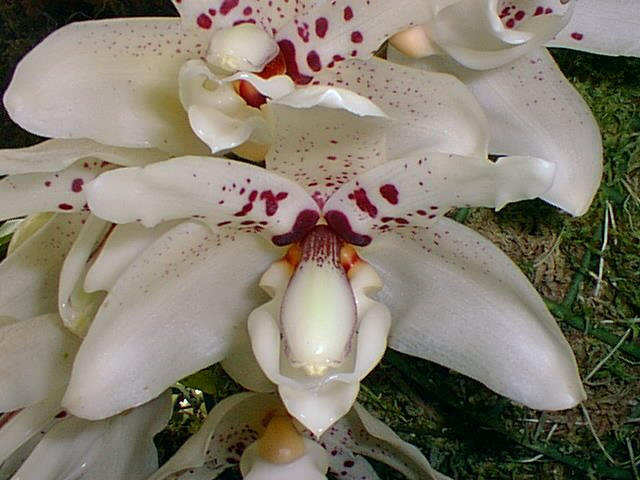
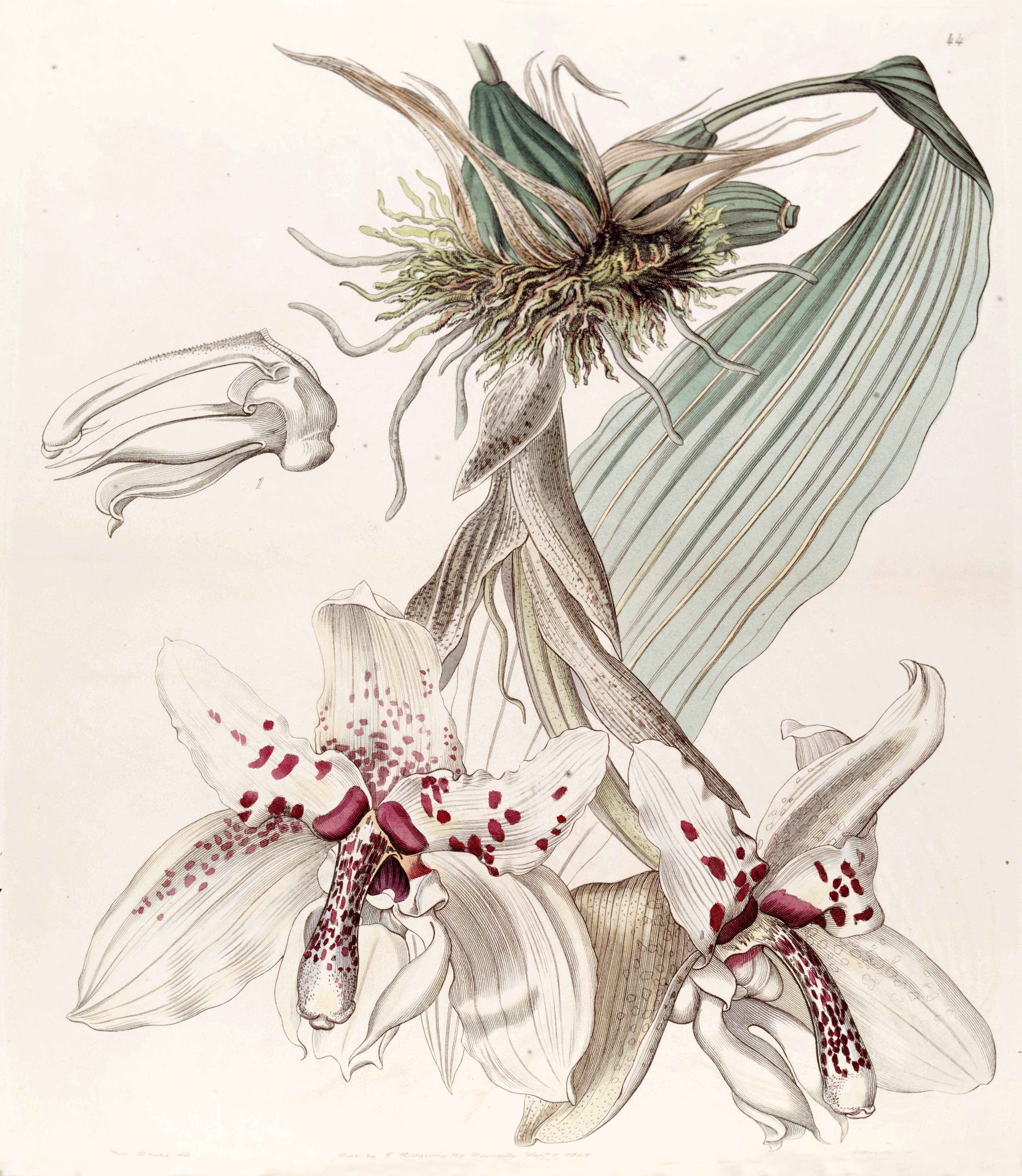